# Robert Ndip Tambe
Robert Ndip Tambe (ur. 22 lutego 1994 w mieście Buéa) – kameruński piłkarz grający na pozycji napastnika. Od 2023 jest zawodnikiem klubu Jinan Xingzhou.

## Kariera piłkarska
Swoją karierę piłkarską Ndip Tambe rozpoczął w klubie Njala Quan Sports Academy. W 2013 roku zadebiutował w jego barwach w kameruńskiej Première Division. W Njala Quan Sports Academy grał przez rok.
W 2014 roku Ndip Tambe przeszedł do LZS Piotrówka, grającego w czwartej lidze polskiej. W sezonie 2014/2015 wywalczył z Piotrówką awans do trzeciej ligi.
Na początku 2016 roku Ndip Tambe został zawodnikiem Spartaka Trnawa. Swój debiut w Spartaku zaliczył 27 lutego 2016 w wygranym 1:0 wyjazdowym spotkaniu z Zemplínem Michalovce.
| Sezon   | Klub                      | Kraj     | Rozgrywki         | Mecze | Gole |
| ------- | ------------------------- | -------- | ----------------- | ----- | ---- |
| 2013    | Njala Quan Sports Academy | Kamerun  | Première Division | ?     | ?    |
| 2014/15 | LZS Piotrówka             | Polska   | IV liga           | ?     | ?    |
| 2015/16 | LZS Piotrówka             | Polska   | III liga          | 13    | 18   |
| 2015/16 | Spartak Trnawa            | Słowacja | I liga            | 11    | 0    |
| 2016/17 | Spartak Trnawa            | Słowacja | I liga            |       |      |

## Kariera reprezentacyjna
W reprezentacji Kamerunu Ndip Tambe zadebiutował 3 września 2016 roku w wygranym 2:0 meczu kwalifikacji do Pucharu Narodów Afryki 2017 z Gambią.